# Батумская синагога
Бату́мская синаго́га (груз. ბათუმის სინაგოგა) — синагога, расположенная в Батуми (ул. Важа-Пшавела, 33), в Аджарии, в Грузии.

## История
В 1878 году, после вхождения 2/3 частей Грузии в состав Российской империи, в Батуми была официально образована (но юридически ещё не признана) еврейская община города (к этому же году относится старейшая могильная плита на городском еврейском кладбище). В Батуми существовало две общины — европейских и грузинских евреев. В 1879 году в пинкосе молельного дома была сделана первая запись. В начале 1880-х годов была открыта синагога у грузинских евреев.
Из-за отсутствия капитального здания, ашкеназские евреи использовали небольшой деревянный дом, выкупленный у его владельца, подданного Османской Империи. Помещение существовало нелегально, так как ходатайства батумских евреев о разрешении открыть молельню трижды отклонялись правительством, предлагавшим обращаться по делам веры к кутаисскому раввину или к его помощнику в Поти. Только в 1899 году существование молитвенного помещения было узаконено министром внутренних дел. Помещение вмещало около 20 человек, что не соответствовало запросам, так как на 1882 год, согласно проведённой однодневной переписи населения, в Батуми проживало 179 евреев (общая численность жителей составляла 8671 человек). В 1890 году перепись выявила 862 еврея (4,62 % от общего населения города). По переписи 1897 года евреев было 1179 человек (всего жителей — 28508 человек).

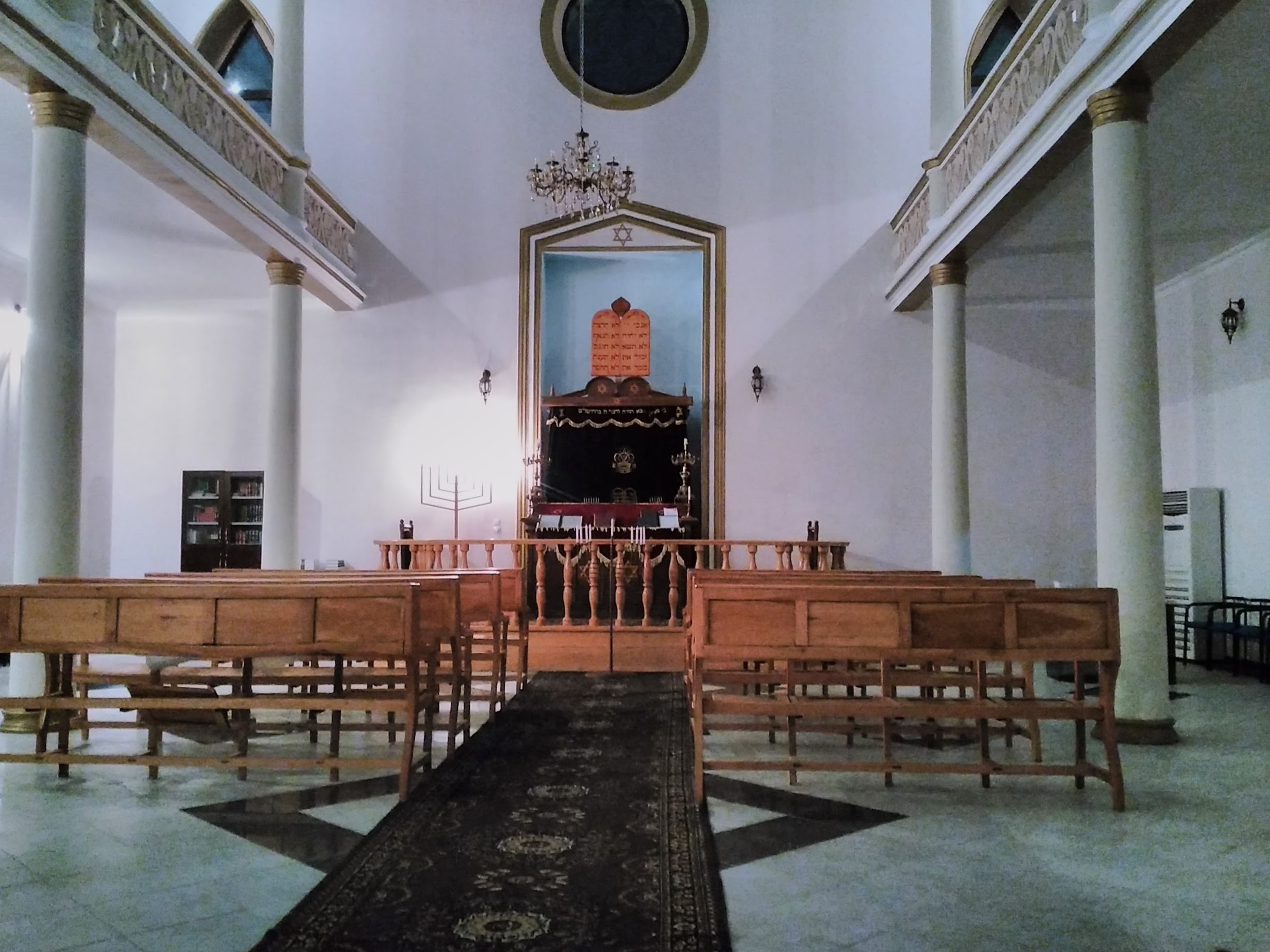
Интерьер Батумской синагоги

В 1899 году евреи Батуми обратились с прошением на имя императора Николая II с просьбой о строительстве на собственные средства каменного здания, чтобы они «могли в своей хоральной синагоге молиться единому Богу о даровании Императору наследника престола — сына». Прошение передали через коммерсанта Псароса, который был знаком со столичными банкирами, имевшими доступ к Императорскому двору, через его Министра. Резолюция была положительной.
Здание каменной синагоги было спроектировано архитектором Семёном Львовичем Волковичем (1879—1937), по типу гаагской и амстердамской синагог. Строительство осуществлялось в период 1900—1904 годы.
Имена жертвователей, внесших не менее тысячи рублей на строительство, — Иосифа Пейзеля (1862—1945), впоследствии председателя общины, Льва Городецкого, полковника, командира батумского отдела Черноморской бригады корпуса пограничной стражи, Моисея Балабана, Абрама Любчанского, Моисея Рабиновича, Исайи Калачевского, Иссака Попловича и Матвея Сорина — были выгравированы на серебряном кубке, изготовленном в Варшаве ко дню открытия синагоги.
Ашкеназская синагога действовала до марта 1923 года, когда здание было передано Коммунистическому Союзу Молодёжи Аджаристана (в ней расположилось спортивное общество «Спартак», проводились соревнования).
В 1924 году грузинским евреям удалось добиться открытия синагоги в купленном ими здании. В 1920-40-х годах в Батуми функционировала нелегальная иешива, а с 1922 по 1928 год раввином Батуми был Н.-Ш. Сасонкин. С 1925 по 1929 год в городе работала четырёхлетняя еврейская школа.
В 1992 году синагога была возвращена батумским евреям, а в ноябре 1998 года, благодаря финансовой помощи властей Аджарии, были проведены работы по реконструкции, а помещению возвращён первоначальный облик. В 2011 году ей был присвоен статус объекта культурного наследия.
В 2001 году еврейское население Батуми насчитывало менее 100 человек (ввиду массового выезда евреев в 1980—1990-х годах в Израиль, США и другие страны). В городе функционирует еврейская община (председатель Я. Акаев), отделение благотворительной организации «Хесед».
В 2015 году, Государственным агентством по делам религии, на основании доклада «Рекомендательной комиссии по изучению имущественных и финансовых вопросов», здание синагоги было передано в собственность еврейской общине.